# EPR paradox

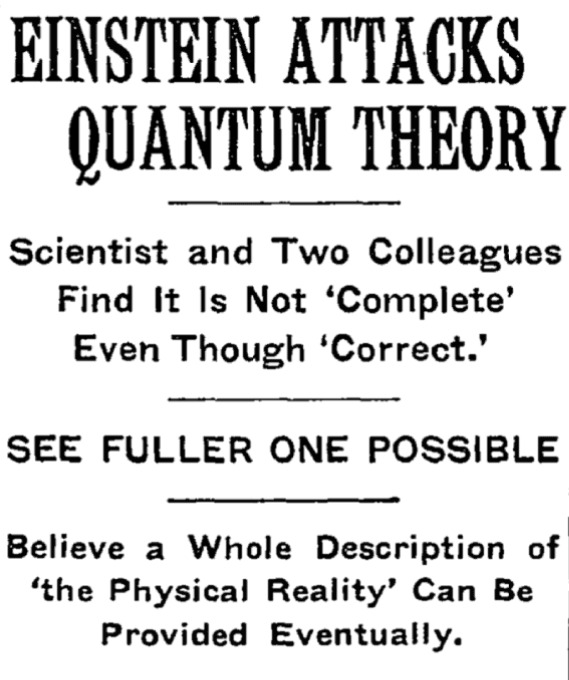
Titulek článku o EPR paradoxu ve vydání The New York Times ze 4. května 1935

EPR paradox také Einstein-Podolsky-Rosenův paradox je myšlenkový experiment pokoušející se vyvrátit Kodaňskou interpretaci kvantové mechaniky. Byl formulován společně Albertem Einsteinem, Borisem Podolskym a Nathanem Rosenem v roce 1935. Snaží se dokázat, že vlnová funkce nepopisuje dokonale fyzikální realitu a pokouší se tak vyvrátit kodaňskou interpretaci kvantové mechaniky. Podle EPR paradoxu existují proměnné, které kvantová mechanika neobsahuje, a proto je KTP nekompletní. Naproti tomu v roce 1964 John Stewart Bell formuloval teorém po něm pojmenovaný, který říká, že žádné neznámé proměnné neexistují. Bellovy výsledky byly několikrát experimentálně dokázány na polarizaci fotonů.